# Municipio (Nueva Jersey)
Township, en el contexto de gobierno municipal de Nueva Jersey, se refiere a uno de los cinco tipos y una de las once formas de gobierno municipal, equivalente hasta cierto punto a otros tipos de township de Estados Unidos. Como una entidad política, un township en Nueva Jersey es una municipalidad con todos los derechos municipales, como cualquiera de las otras formas (ciudad, borough, villa o pueblo), y recauda impuestos de propiedad y proporcionando servicios tales como mantenimiento de carreteras, recolección de basura, agua, alcantarillado, escuelas de policía, y servicio de bomberos. La forma de gobierno de municipio es utilizada en el 27% de las municipalidades de Nueva Jersey.
Sin embargo, los municipios en Nueva Jersey difieren de todos los township en otros estados de los Estados Unidos. En muchos estados, pueden ser una forma de división de los condados con localidades dentro de los municipios. En Nueva Jersey, no existen tales localidades dentro de un municipio, ya que en Nueva Jersey es simplemente otra forma de gobierno, al igual que una villa, pueblo, borough o ciudad, en la cual todos coexisten en un mismo condado.